# Inman (Nebraska)
Inman es una villa ubicada en el condado de Holt en el estado estadounidense de Nebraska. En el Censo de 2010 tenía una población de 129 habitantes y una densidad poblacional de 174,15 personas por km².

## Geografía
Inman se encuentra ubicada en las coordenadas 42°22′55″N 98°31′47″O / 42.38194, -98.52972. Según la Oficina del Censo de los Estados Unidos, Inman tiene una superficie total de 0.74 km², de la cual 0.74 km² corresponden a tierra firme y (0%) 0 km² es agua.

## Demografía
Según el censo de 2010, había 129 personas residiendo en Inman. La densidad de población era de 174,15 hab./km². De los 129 habitantes, Inman estaba compuesto por el 97.67% blancos, el 0% eran afroamericanos, el 0.78% eran amerindios, el 1.55% eran asiáticos, el 0% eran isleños del Pacífico, el 0% eran de otras razas y el 0% pertenecían a dos o más razas. Del total de la población el 0.78% eran hispanos o latinos de cualquier raza.